# Shock culturale

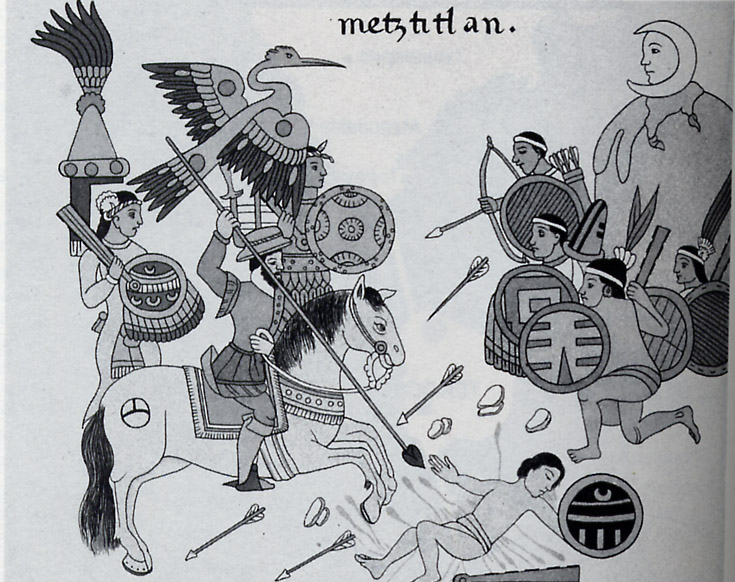
L'incontro con i conquistatori con fucili e cavalli ha scioccato gli Aztechi, così hanno confuso gli europei con i profeti dell'est.

Secondo il modello, le persone inizialmente avranno (1) un periodo di luna di miele e poi (2) un periodo di transizione, cioè uno shock culturale. Ma più tardi, le persone inizieranno ad adattarsi (3) (la linea tratteggiata mostra che alcune persone odieranno la nuova cultura). E (4) si riferisce ad alcune persone che tornano al loro posto per adattarsi all'antica cultura.

Shock culturale è un termine utilizzato per descrivere i sentimenti di ansia, smarrimento, disorientamento e confusione che, una persona prova a causa di un improvviso cambiamento dello stile di vita dovuto al trasferimento in un ambiente sociale e culturale differente, per esempio un Paese straniero. Il termine fu coniato dall'antropologa statunitense Cora DuBois nel 1951, mentre il canadese Kalervo Oberg lo riprese nel 1954, elaborando la teoria secondo la quale lo shock culturale sarebbe catalogabile come "malattia professionale", completa di fasi e relativi sintomi.

## Definizione e sintomatologia
Il termine culture shock (in italiano "shock culturale") fu coniato dall'antropologa statunitense Cora DuBois nel 1951 per riferirsi al senso di smarrimento e disorientamento che gli antropologi riscontravano in loro stessi una volta avuto a che fare con culture differenti. Nel 1954 l'antropologo canadese Kalervo Oberg riprese il termine e ne allargò il significato a tutte le persone che viaggiano all'estero incontrando nuovi usi e costumi; a questo proposito pubblicò uno studio dettagliato nel quale il fenomeno veniva catalogato come "malattia professionale". Oberg individuò quattro fasi distinte nel decorso del malessere: fase della "luna di miele", periodo di "crisi", fase di "recupero" e fase di "adattamento".
Secondo Oberg lo stato di shock sopraggiunge quando la persona viene sopraffatta dall'ansia a causa della perdita dei comuni punti di riferimento nelle relazioni interpersonali, nella sfera comunicativa e negli atteggiamenti che la persona assume di conseguenza alle diverse situazioni che si affrontano nella vita di tutti i giorni. Secondo l'insegnante e consulente cross-culturale Urmila Chakraborthy lo shock culturale è quella «sensazione di insicurezza, confusione o ansietà che le persone provano quando risiedono per un periodo più o meno lungo, anche per lavoro, in una società [...] differente dalla propria». Ad esempio l'individuo affetto da shock culturale può trovare difficoltà nel decidere quando e se compiere o meno gesti comuni quali stringere la mano, chiedere un consiglio, fissare un appuntamento, accettare o meno un invito, prendere sul serio o meno un'affermazione o in che modo reagire ad altre situazioni simili che, in un contesto culturale familiare, risulterebbero facilmente superabili. Successivamente la persona manifesta una sorta di "rifiuto" o "rigetto" verso il nuovo ambiente, seguiti da una fase di "regressione" durante la quale viene dato un valore spropositato al luogo di origine, del quale vengono ricordate soltanto le situazioni piacevoli. Un'altra definizione è fornita dallo psicologo Paul Pedersen, che si riferisce allo shock culturale come il processo di adattamento di una persona a un ambiente non familiare e l'impatto emotivo, psicologico, comportamentale, cognitivo e fisiologico che questo ha su di essa. Lo stesso Perdersen specifica che lo shock si verifica quando la persona si immerge in uno stato di incertezza dove essa non sa cosa aspettarsi da se stessa né dalle persone che la circondano.
I sintomi più comuni dello shock culturale comprendono: automisofobia, eccessive preoccupazioni riguardo al cibo, al bere o alla biancheria da letto, paura del contatto fisico con camerieri e inservienti, distrazione, senso di impotenza, frustrazione, stanchezza mentale, noia, irritabilità, rifiuto di imparare la lingua del luogo, eccessiva paura dell'essere imbrogliati, derubati o feriti, forte sentimento di nostalgia o desiderio di ritorno al Paese d'origine. Tali sintomi, tuttavia, possono cambiare a seconda della persona interessata e della cultura del nuovo Paese.

## Teoria delle quattro fasi di Oberg
All'interno della pubblicazione Cultural Shock: Adjustment to New Cultural Environments Kolervo Oberg elaborò la teoria seconda la quale il concetto di shock culturale è suddivisibile in quattro fasi distinte, ognuna delle quali presenta le proprie situazioni e sintomi. Le fasi individuate da Oberg, comunque, possono essere soggette a variazioni ed essere per questo motivo artificiose e non lineari.
- Fase "luna di miele": in questa fase, che può durare da un minimo di due settimane a un massimo di sei mesi, la persona è affascinata da tutto ciò che nuovo e le differenze tra la nuova e la vecchia cultura vengono viste sotto una luce romantica. La persona comincia a provare un senso di fascinazione verso la nuova cultura, che può eventualmente evolversi in un'idealizzazione della stessa[10][11].
- Periodo di crisi: la situazione cambia radicalmente, sparisce l'eccitamento e diminuisce il senso di novità. Questi sentimenti vengono sostituiti da sensazioni spiacevoli di delusione, frustrazione e rabbia man mano che si va incontro a situazioni sfavorevoli che possono essere percepite come strane e offensive per il proprio atteggiamento culturale[12]. A questi vanno aggiunti eventi stressanti dovuti al trasloco nella nuova casa, al trasferimento nella nuova scuola o alle difficoltà con la lingua straniera[10]. La persona, in alcuni casi, reagisce aggressivamente assumendo atteggiamenti maleducati e arroganti in segno di autodifesa in modo da alleviare il senso di disagio[11].
- Fase di aggiustamento: l'individuo diviene consapevole della sua nuova situazione e inizia ad accettare gli usi e costumi della nuova cultura approcciandovisi con un'attitudine positiva[11]. Gli atteggiamenti di insofferenza vengono sostituiti da un senso di superiorità nei confronti delle persone del Paese ospitante e, nonostante alcune difficoltà ancora persistano, la persona riesce a fare autoironia su se stessa e sulla propria condizione[10].
- Fase di accettazione e adattamento: in questa fase la persona si sente a proprio agio all'interno della nuova cultura, della quale accetta serenamente gli usi e costumi, iniziando inoltre a godere di alcuni aspetti di essa, come per esempio il cibo. Le rare situazioni spiacevoli vengono affrontate senza ansia e, una volta lasciato il Paese, la persona proverà generalmente un sentimento di nostalgia verso esso[10][11].

### Reinterpretazioni
In seguito alla pubblicazione di Oberg, vennero sviluppati numerosi modelli traenti ispirazione dalla teoria delle quattro fasi. Il modello di adattamento alla cultura straniera di Sverre Lysgaard del 1955, per esempio, si basa sul concetto di una relazione curvilinea (teoria della curva a U) tra la fase di adattamento e quella di soggiorno, durante la quale l'individuo passa da un periodo di iniziale entusiasmo a un periodo in cui la consapevolezza del dover adattarsi alla nuova cultura è ostacolata dalle difficoltà nella comunicazione, per concludere con una fase di recupero in cui l'individuo acquisisce fluidità nel linguaggio e comprende pienamente tutte le sfacettature della nuova cultura.
Nel 1975 Peter Adler propose un'interpretazione del concetto di shock culturale non necessariamente negativa e più neutrale rispetto ai suoi predecessori: 
(Peter Adler)
Robert G. Hanvey riprese questo concetto applicandovi un modello di sviluppo della consapevolezza cross-culturale attraverso la formulazione di quattro livelli dei quali i due più bassi sono basati sulla conoscenza superficiale della nuova cultura, ovvero di quei tratti culturali stereotipati appresi dai mass media che in un primo momento vengono considerati "bizzarri, incredibili, frustranti e primitivi"; i livelli più alti si raggiungono attraverso la comprensione intellettuale e tramite l'accettazione delle differenze culturali, grazie alle quali la persona riesce a sentirsi finalmente parte della nuova cultura.
Le teoria di Oberg si basa sul concetto che lo shock culturale sia tanto più grave quanto maggiore è la distanza tra la nuova cultura e la cultura di origine, ma nel caso del goal striving stress (stress legato alla realizzazione di un obiettivo) può verificarsi altresì la situazione opposta: in questa circostanza la persona rischia di avere più difficoltà se la differenza culturale tra i due Paesi è minima, in quanto le aspettative di adattamento alla nuova cultura saranno maggiori. Per questo motivo la persona, nel caso in cui dovesse fallire nella realizzazione dei propri intenti esistenziali, ne ricaverebbe uno shock maggiore rispetto a quanto succederebbe in un Paese con una cultura molto differente e aspettative di realizzazione personale minori.

#### Shock culturale inverso
Con "shock culturale inverso" si intende, invece, la fase di adattamento alla cultura d'origine una volta completato l'adattamento alla cultura straniera, che può causare gli stessi effetti descritti in precedenza con la differenza che questi sono le conseguenze  psicologiche e psicosomatiche del processo di riadattamento alla cultura primaria.
Nel 1963 John T. Gullahorn e Jeanne E. Gullahorn estesero il concetto della curva a U di Lysgaard elaborando un modello in cui le fasi di adattamento e di crisi vengono rappresentate attraverso una curva a W, o doppia U, aggiungendo quindi due ulteriori fasi rispetto al modello originale. Queste due fasi aggiuntive si riferiscono al periodo di crisi che si verifica al rimpatrio, il quale tuttavia viene descritto come meno difficoltoso rispetto alla seconda fase del modello originale. Come in precedenza, al periodo di crisi segue una fase di adattamento.